# Rubin Carter
Rubin "Hurricane" Carter (Clifton, New Jersey, 6 mei 1937 – Toronto, 20 april 2014) was een bokser uit de Verenigde Staten, die tot de besten ter wereld behoorde in het middengewicht. Hij is beter bekend voor twee vermeend onterechte veroordelingen voor drievoudige moord en zijn uiteindelijke vrijlating.

## Levensloop

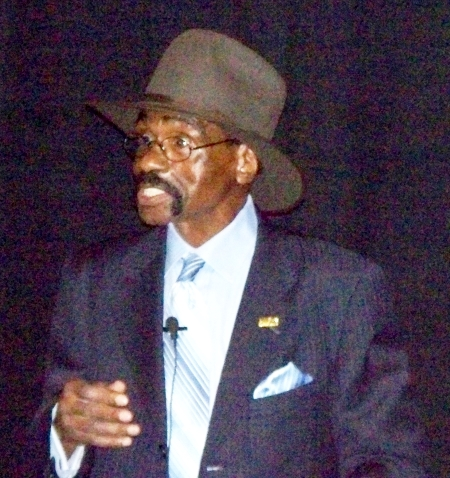
Rubin Carter in 2011

Carter werd kort na zijn veertiende verjaardag naar een tuchtschool gestuurd vanwege een overval. Na drie jaar ontsnapte hij en ging hij in het leger, maar na twee jaar werd hij gevonden en moest hij zijn tijd verder uitzitten. In het leger begon hij aan zijn bokscarrière.
In 1966 werd hij gearresteerd op verdenking van medeplichtigheid aan een drievoudige moord. Hij werd twee keer veroordeeld tot levenslang (de eerste keer door een geheel blanke jury, de tweede jury bestond uit blanken en twee zwarte Amerikanen). Er wordt dan ook veelal aangenomen dat de veroordeling een racistische achtergrond had. In een tweede rechtszaak in 1976 werd hij echter opnieuw veroordeeld.
Later legden zijn advocaten nieuwe bewijsstukken aan de federale rechtbank voor. In 1985 werd de bokser, bijgenaamd The Hurricane, vrijgelaten zonder vrijspraak. Nadat hij zijn vrijheid had teruggekregen, zette hij zich in voor mensen die onschuldig vastzitten.
Tijdens zijn bokscarrière behaalde Carter 27 overwinningen (negentien knock-outs), verloor hij twaalf keer en bokste hij één keer onbeslist. In 1993 kreeg hij van de wereldboksbond een erekampioenstitel in het middengewicht.
Carter schreef ook een boek, The Sixteenth Round (1974). Net als in de rechtszaken, worden veel als feiten gebrachte gebeurtenissen in dit boek ter discussie gesteld. Sommigen, zoals onderzoeksjournalist Cal Deal, concludeerden op basis daarvan dat Carter toch gewoon schuldig was.

## Carter in de populaire cultuur
Bob Dylan schreef in 1975 het lied Hurricane over Carter. In 1999 kwam bovendien een film uit over Carters leven, The Hurricane, waarin acteur Denzel Washington de hoofdrol vertolkte.